# 2043 Ortutay
2043 Ortutay је астероид главног астероидног појаса. Приближан пречник астероида је 44,69 ,
а средња удаљеност астероида од Сунца износи 3,110 астрономских јединица (АЈ).
Инклинација (нагиб) орбите у односу на раван еклиптике је 3,077 степени, а орбитални период износи 2003,957 дана (5,486 година). Ексцентрицитет орбите астероида износи 0,105.
Апсолутна магнитуда астероида износи 10,80 а геометријски албедо 0,042.
Астероид је откривен . 1960. године.